# Kanaf
Kanaf (tiếng Hebrew: כָּנָף) là một khu định cư của Israel và moshav shitufi nằm ở phía nam Cao nguyên Golan, thuộc chính quyền của Israel. Một trong bốn khu định cư Golan nhìn ra Biển hồ Galilee, nó thuộc thẩm quyền của Hội đồng khu vực Golan. Khu định cư bắt đầu được phổ biến vào năm 1991, và có dân số 459 vào năm 2017. [1]
Cộng đồng quốc tế coi các khu định cư của người Israel ở Cao nguyên Golan là bất hợp pháp theo luật pháp quốc tế, nhưng chính phủ Israel tranh chấp điều này.

## Lịch sử
Việc thành lập Kanaf đã được chính phủ phê duyệt vào mùa hè năm 1984. Vào tháng 4 năm 1985, các thành viên của nhóm định cư đã chuyển đến một địa điểm tạm thời tại Moshav Eliad trong sáu năm. Năm 1991, họ chuyển đến một địa điểm cố định gần Mazra'at Kanaf (địa điểm của một trang trại có khoảng 160 cư dân khi bị bỏ hoang năm 1967). Một số cư dân là cựu chiến binh của Hải quân Israel.

## Giáo đường cổ
Gần Kanaf, trên bờ phía tây của sông Kanaf, là phần còn lại của giáo đường Do Thái thời Byzantine. Được gọi là giáo đường Dir Aziz, lần đầu tiên được mô tả bởi Laurence Oliphant vào năm 1885. Trong báo cáo của ông là chi tiết về một bức tường cao ba mét còn sót lại, nhưng nó được cho là đã sụp đổ trong trận động đất năm 1920. Các đặc điểm của giáo đường còn tồn tại bao gồm sàn đá bazan, phần còn lại của tám cây cột và ba băng ghế. Các nhà khảo cổ đã phục hồi hàng trăm đồng tiền Byzantine từ bên dưới sàn của giáo đường. Máy ép ô liu, nghĩa trang và những gì có thể là một xưởng gốm đã được ghi nhận trong các cuộc khảo sát của trang web. Vào năm 1998,2002004, việc khai quật giáo đường đã phát hiện ra một cấu trúc vương cung độc đáo, một lối đi và một bimah tráng lệ.
Giáo đường không giống như các giáo đường Do Thái khác ở chỗ khi những người thờ phượng hướng về phía nam, họ phải đối mặt với bức tường dài của cấu trúc chứ không phải là bức tường rộng. Về vấn đề đó, giáo đường chia sẻ một đặc điểm chung cho các giáo đường Do Thái ở phía nam đồi Hebron.